# Charicrita citrozona
Charicrita citrozona is een vlinder uit de familie van de stippelmotten (Yponomeutidae). De wetenschappelijke naam van de soort werd in 1913 gepubliceerd door Edward Meyrick.